# FK AS Trenčín
FK AS Trenčín é um clube de futebol da Eslováquia. O clube é da cidade de Trenčín. Foi fundado no ano de 1992. O clube manda seus jogos no Štadión na Sihoti, com capacidade para 4.200 espectadores.

## História
A equipe de futebol foi fundada em 1990 como TJ Ozeta Dukla Trenčín e começou na terceira divisão do futebol da Checoslováquia. Em 1993, após a dissolução da Checoslováquia em República Tcheca e Eslováquia, o TJ Ozeta Dukla Trenčín se fundiu com TTS Trenčín, formando o atual FK AS Trenčín. Mais tarde, o clube passou três temporadas (1994-97) na segunda divisão da Eslováquia.  Na temporada 1997-98 o clube finalmente alcançou a primeira divisão eslovaca.

## Títulos
- Campeonato Eslovaco: 02 (2014-15 e 2015-16).
- Copa da Eslováquia: 02 (2014-15 e 2015-16).
- Campeonato Eslovaco - Segunda Divisão: 01 (2010-11).

#### Campanhas de destaque
Campeonato Eslovaco: Vice-campeão em 2013-14.

## Torcida e rivalidades
O clube tem um apoio bastante grande no país e tem um grupo de ultras ativo, denominado "Trenchtown Gangsters". Eles têm uma rivalidade feroz com clubes com FC Spartak Trnava e o Slovan Bratislava. O clube é um dos poucos na região com torcedores politicamente de esquerda.